# Johann Michael Ludwig Rohrer
Johann Michael Ludwig Rohrer (* 1683 in Tissau, Böhmen; † 24. April 1732 in Ettlingen) wurde bekannt als Hofbaumeister von Franziska Sibylla Augusta, der Markgräfin von Baden-Baden mit Sitz in Rastatt.

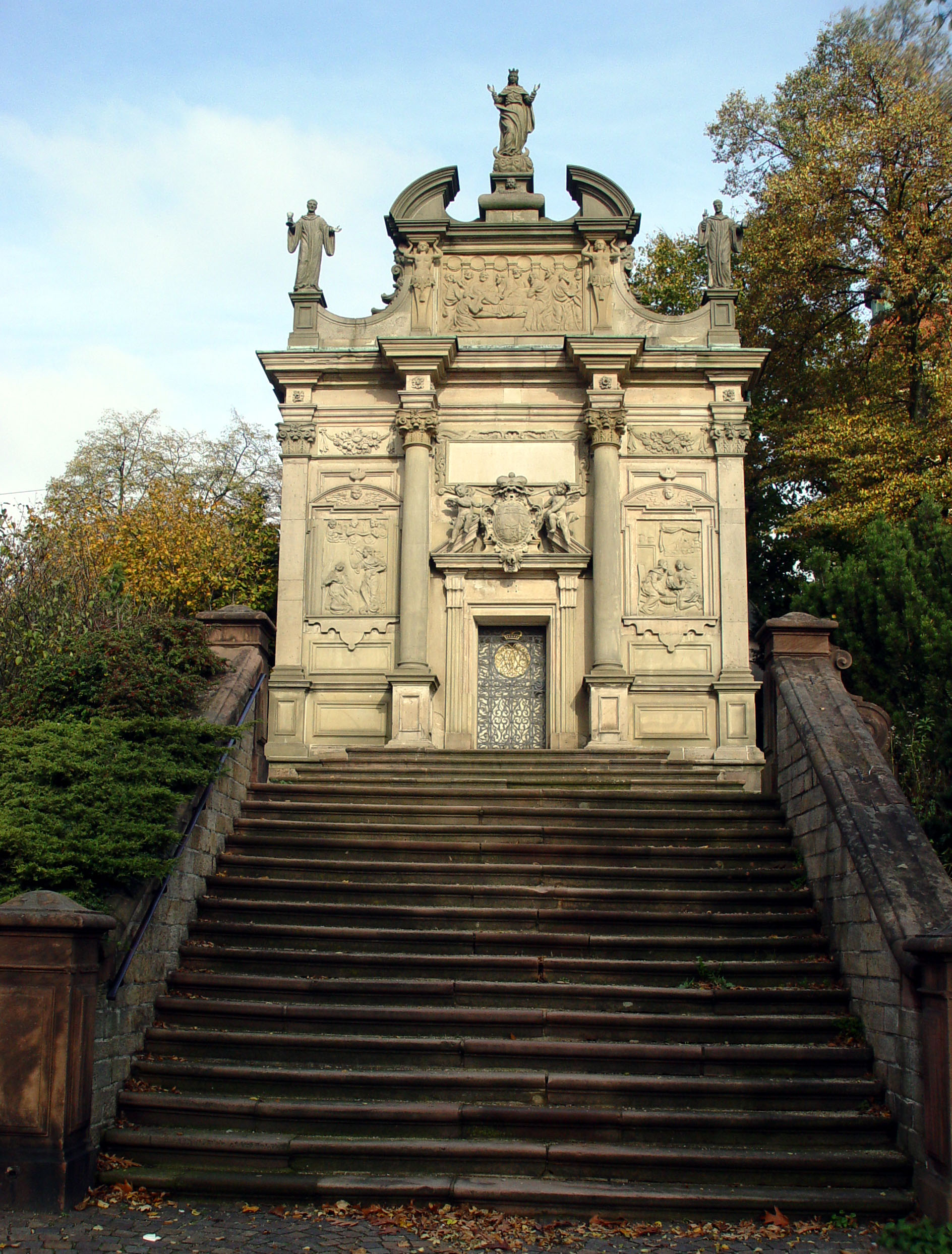
Einsiedelner Kapelle Rastatt

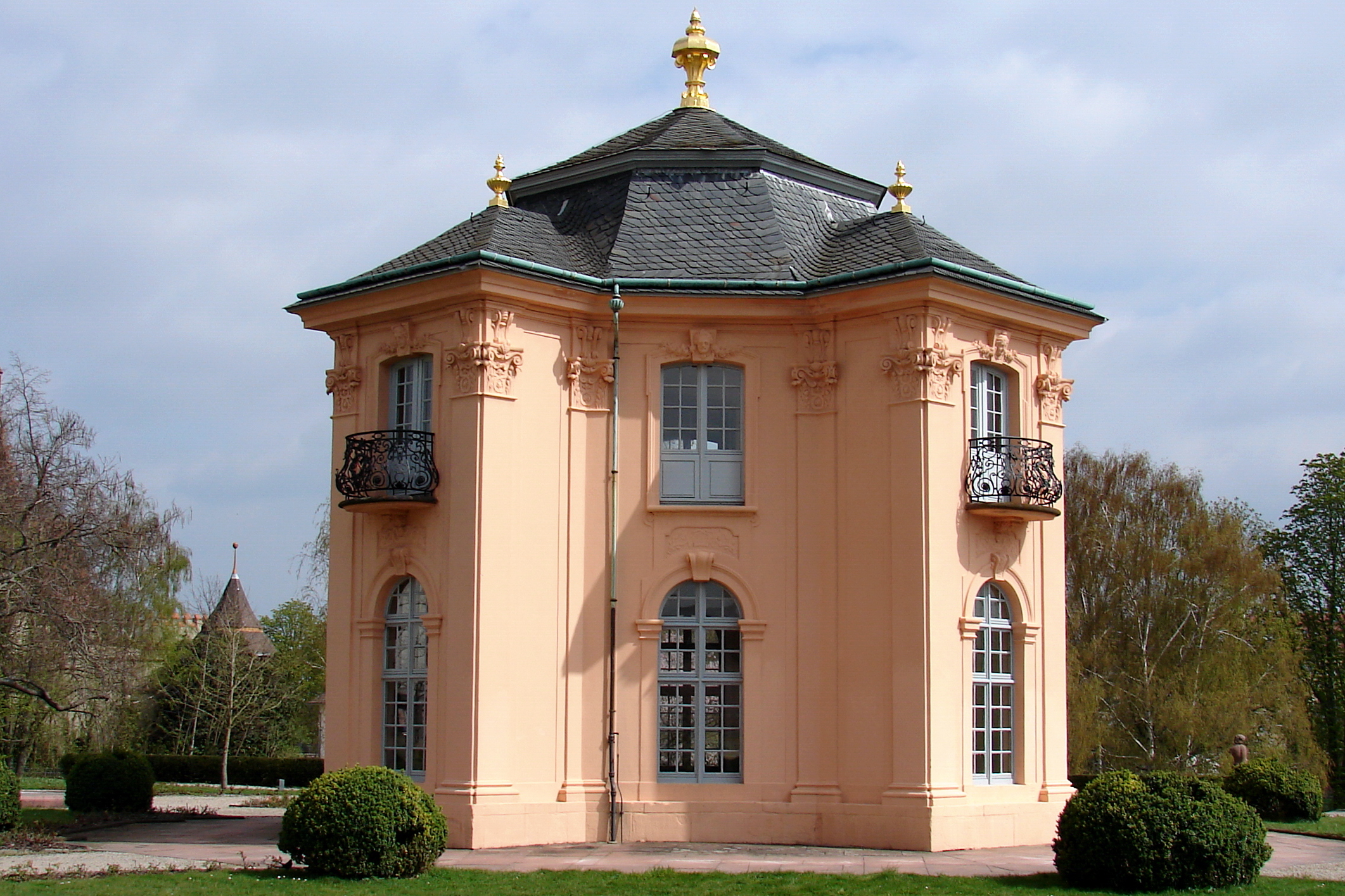
Pagodenburg Rastatt

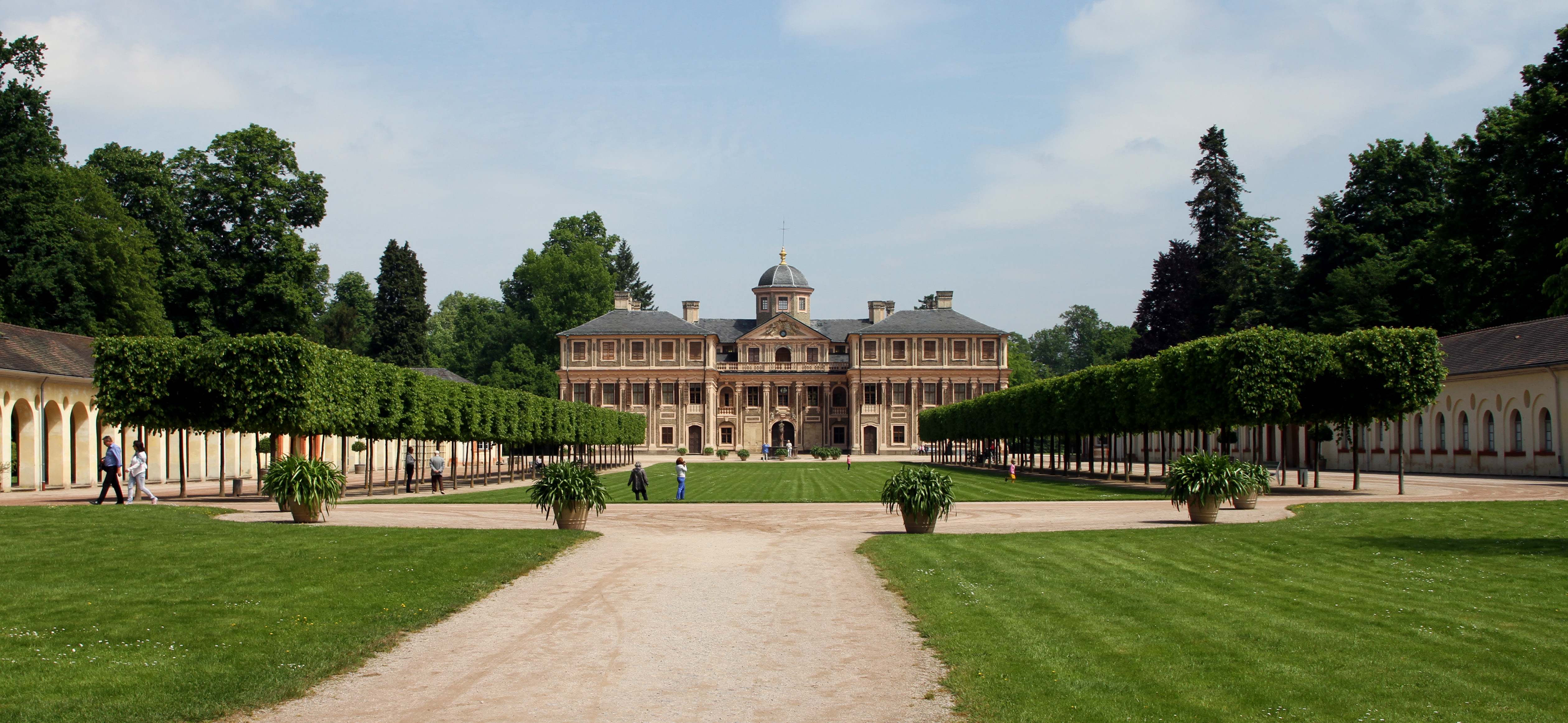
Schloss Favorite Vorderansicht

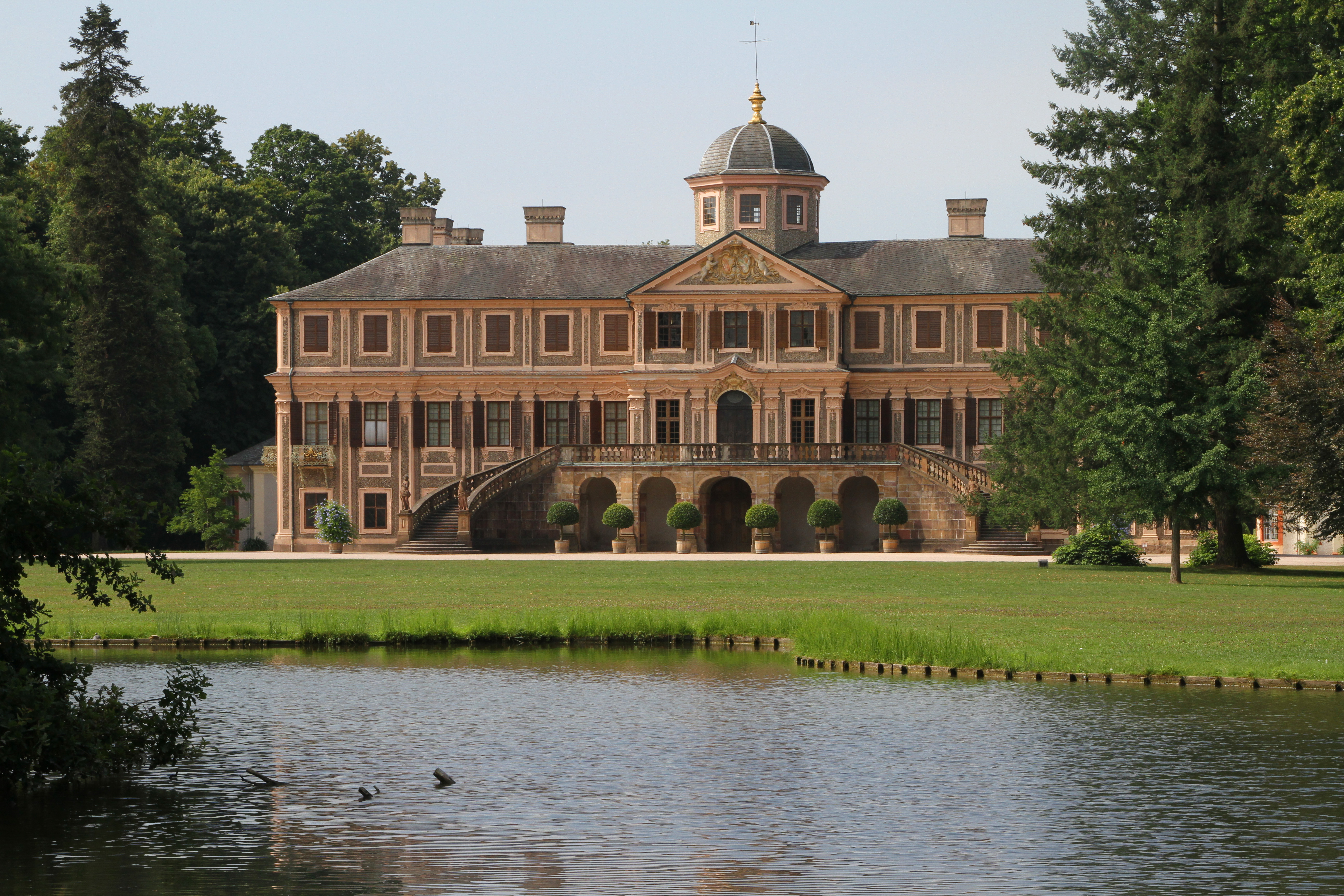
Schloss Favorite Rückansicht

## Leben
Rohrer siedelte mit seiner Familie 1697 von Böhmen nach Rastatt über. Nach dem Tode des Markgrafen Ludwig Wilhelm war der Markgräfin Franziska Sibylla Augusta der italienische Hofbaumeister Domenico Egidio Rossi zu teuer geworden, daher wurde dieser entlassen und 1707 durch den erfahrenen deutschböhmischen Baumeister Rohrer ersetzt. Rohrer ließ sich von dem italienischen Barockstil seines Vorgängers nur wenig beeindrucken und blieb seinem böhmischen Stil treu.
Johann Michael Ludwig Rohrer hatte mit seiner Frau Maria Franziska die Söhne Johann Michael (* 1711) und Franz Anton (* 1713). Auf diese beiden Söhne geht das Rastatter Baugewerbe Rohrer zurück. Rohrers jüngerer Bruder Johann Peter Ernst Rohrer war ebenfalls als Architekt und Baumeister in Rastatt und Umgebung tätig. Seine Bauten beruhen teilweise noch auf den Plänen seines älteren Bruders. Sein zweiter jüngerer Bruder Johann Georg Rohrer war als Orgelbauer in Straßburg tätig.

## Bauten
Zu den wichtigsten Werken Johann Michael Ludwig Rohrers zählen:
- 1707 Umbau und Instandsetzung am Schloss Rastatt
- 1710 Schloss Favorite in Förch
- 1713 Valentinskirche in Daxlanden
- 1714 Wiederaufbau in Rastatt
- 1715 Einsiedelner Kapelle in Rastatt
- 1717 Amtshaus in Offenburg
- 1717 Jagdhaus auf dem Fremersberg
- 1718 Eremitage im Park von Schloss Favorite
- 1719 Heiligkreuzkirche (Schlosskirche) in Rastatt
- 1721 Loretokapelle
- 1721 Erweiterung Jagdschloss Scheibenhardt in Bulach
- 1722 Pagodenburg (Gartenschlösschen) in Rastatt
- 1723 Arbeiten im Schloss Bruchsal
- 1724 Eremitage in Waghäusel
- 1724 Schlossanlage in Kislau
- 1724 Diverse Bauten in Scheibenhardt
- 1728 Ausbau Schloss Ettlingen
- 1731 Schlosskapelle im Ettlinger Schloss
- 1730 Wiederaufbau des Langhauses der Martinskirche in Ettlingen